# Emílie
Emilie je ženské křestní jméno. Podle českého kalendáře má jmeniny 24. listopadu.
Emilie pochází z latinského aemilius, což znamená „soutěžící, soupeřící“, mužská podoba jména je Emil. Další variantou je možná Amélie, Amelia a Amilia, její česká domácká podoba pak Emilka či Ema.
Někdy bývá považována za variantu jména i Amálie, ale ta má jiný význam.

## Zdrobněliny
- Emily
- Emilka
- Lili

Nebo potom také
- Mili
- Milka
- Lia
- Ema
- Amy
- Emi

## Známé nositelky jména
- Emilia Schüleová – německá herečka
- Emila Medková – česká fotografka
- Emilia Clarkeová – britská herečka
- Emília Došeková – slovenská herečka
- Emilia Galotti – drama od německého autora Gottholda Ephraima Lessinga
- Emília Janečková-Muríňová – slovenská a československá politička
- Emília Janíková – slovenská a československá politička
- Emília Kubištová – slovenská a československá politička
- Emilia Jones – britská herečka, zpěvačka a textařka
- Emilia Platerová – polská revolucionářka
- Emilia Fernández Rodríguez – romská blahoslavená katolické církve
- Emilia Rydbergová – švédská popová zpěvačka
- Emília Sedláková – slovenská a československá politička
- Emília Štifterová – slovenská a československá politička
- Emília Timaníková – slovenská a československá politička
- Emília Vášáryová – slovenská herečka
- Emilie Andéolová – francouzská zápasnice-judistka
- Emilie Bach – německá novinářka
- Emilie Bednářová – česká spisovatelka, dramatička a překladatelka
- Emilie Claudette Chauchoin – americká herečka francouzského původu
- Emilie de Ravin – australská herečka
- Emilie Demant Hattová – dánská umělkyně, spisovatelka a etnoložka
- Emilie Fryšová – česká pedagožka
- Emílie Kittlová – česká operní pěvkyně
- Emílie Kotková – česká a československá bezpartijní politička
- Émilie Loitová – francouzská tenistka
- Emilie Marie Nereng – norská modelka
- Emílie Nedvídková – první manželka českého básníka Josefa Václava Sládka
- Emilie Paličková – česká textilní výtvarnice a krajkářka
- Emilie Schindlerová – manželka Oskara Schindlera
- Emilie Strejčková – česká pedagožka a environmentalistka
- Emilie Šmidková – československá politička
- Emílie Tomanová – česká malířka a grafička
- Emilie Třísková – česká politička
- Emily Batty – kanadská cross-country cyklistka
- Emily Bett Rickards – kanadská herečka
- Emily Bluntová – britská herečka
- Emily Brontëová – britská spisovatelka
- Emily Browningová – australská herečka, zpěvačka a modelka
- Emily Deschanelová – americká herečka
- Emily Dickinsonová – americká básnířka
- Emily Donelsonová – neteř 7.prezidenta USA Andrewa Jacksona
- Emily Greene Balch – americká akademička, spisovatelka, kvakerka a pacifistka
- Emily Jean Stone – americká herečka a modelka
- Emily Kemp – kanadská reprezentantka v orientačním běhu
- Emily Mortimerová – anglická herečka
- Emily Osmentová – americká herečka a zpěvačka
- Emily Perkins – kanadská herečka
- Emily Procterová – americká herečka
- Emily Ratajkowski – americká modelka a herečka
- Emily Reganová – americká veslařka
- Emily Rios – americká herečka
- Emily VanCamp – kanadská herečka
- Emily Watsonová – anglická herečka
- Emily Webleyová-Smithová – britská tenistka
- Emily Wickersham – americká herečka

### Fiktivní postavy
- Emilia Galotti – postava ze stejnojmenné truchlohry G. E. Lessinga
- Emilia Fernandez – fiktivní postava ze sci-fi seriálu Návštěvníci.
- Emilie De Rochefort (Lili) – z hry Tekken.
- Emilia Ricoletti – fiktivní postava z seriálu Sherlock (BBC), konkrétně ze Silvestrovského speciálu Přízračná nevěsta
- Emilia (Othelo) – fiktivní postava z divadelní hry Othelo
- Emily Strange – alternativní komiksová postava pocházející z USA
- Emily Gilmore – fiktivní postava ze seriálu Gilmore Girls